# IL1RL1
IL1RL1‏ (Interleukin 1 receptor like 1) هوَ بروتين يُشَفر بواسطة جين IL1RL1 في الإنسان.